# 丘基斯區
9°40′40″S 76°42′19″W / 9.6777°S 76.7053°W
丘基斯區（西班牙語：Distrito de Chuquis），是秘魯的一個區，位於該國中部瓦努科大區的五月二日省，始建於1960年9月18日，面積151.3平方公里，海拔高度3,355米，2005年人口4,333，人口密度每平方公里29人。